# 十川次郎
十川 次郎（そがわ じろう、1890年（明治23年）11月11日 - 1963年（昭和38年）6月7日）は、日本の陸軍軍人。最終階級は陸軍中将。

## 経歴
山口県出身。十川幸一の二男として生れる。広島陸軍地方幼年学校、中央幼年学校を経て、1911年（明治44年）5月、陸軍士官学校（23期）を卒業。同年12月、歩兵少尉に任官し歩兵第57連隊付となる。1921年（大正10年）11月、陸軍大学校（33期）を優等で卒業し歩兵第57連隊中隊長となる。
1922年（大正11年）12月、陸軍省軍務局付勤務となり、以後、軍務局課員、フランス駐在、陸軍兵器本廠付、陸大教官などを経て、1931年（昭和6年）12月から1933年（昭和8年）9月まで、ジュネーブ軍縮会議に出張。帰国後、陸大教官、参謀本部課長、歩兵第1連隊長などを歴任。1938年（昭和13年）7月、陸軍少将に進級し近衛歩兵第2旅団長となる。
1939年（昭和14年）8月、中支那派遣憲兵隊司令官に就任し日中戦争に出征。1941年（昭和16年）3月、陸軍中将に進み第10師団長に親補され、満州に駐屯した。1944年（昭和19年）1月、第6軍司令官に就任し、杭州で終戦を迎えた。1948年（昭和23年）1月31日、公職追放仮指定を受け、同年8月に復員。

## 栄典
勲章
- 1940年（昭和15年）8月15日 - 紀元二千六百年祝典記念章[5]
- 1941年（昭和16年）4月11日 - 勲二等瑞宝章[6]

## 親族
- 弟 十川潔（海軍中佐）[1]